# Nyotaimori
El nyotaimori (女体盛り, «servit sobre el cos femení») o nantaimori (男体盛り, «servit sobre el cos masculí») és una pràctica gastronòmica d'origen japonés consistent a servir menjar sobre el cos nu d'una persona, regularment sushi o qualsevol altre àpat a temperatura ambient, per la qual cosa també es coneix amb l'anglicisme body sushi («sushi corporal»).
Segons les regles del nyotaimori, el menjar no toca directament la pell de la persona, sinó que es deposita sobre fulles higienitzades, amb les parts privades del model ocultes per flors amb cinta de doble cara; els models han de quedar-se quets durant la menjada, amb la possibilitat de fer un descans i vestir-se amb un batí sobre el qual pot jaure; encara que regularment no se'ls permet parlar ni interactuar amb els comensals, en ocasions se'ls ho permet; el sushi s'ha de prendre amb palets, els quals no han de tocar el cos, i està prohibit menjar directament de la parada, com també fer gestos o comentaris inapropiats.
No obstant això, en l'àmbit angloamericà s'anomena naked sushi («sushi nuet») des que l'importaren als Estats Units durant la dècada del 1990: una de les primeres referències exòtiques aparegué en la pel·lícula Desafiament a Little Tokyo (1991); i encara que experts en la pràctica com el xef Mark Scharaga defenen l'artisticitat del nyotaimori, en Sexe a Nova York: La pel·lícula (2008) un dels personatges utilitza el nyotaimori com a joc sexual preliminar.
L'any 2003, col·lectius feministes protestaren a la porta d'un restaurant especialitzat de Seattle. Una columna d'opinió sarcàsticament intitulada "Why stop at naked sushi?" («Per què detindre'ns en el sushi nuet?»), publicada pel periòdic The Seattle Times, criticà la deshumanització del cos humà mentre ironitzava amb la possibilitat d'utilitzar hòmens i dones com a qualsevol tipus de moble o objecte estàtic, a partir de l'opinió d'una activista contrària al nyotaimori: «És deshumanitzant, la manera en què la gent compra i ven sushi per a menjar-se'l del cos d'una dona. És deshumanitzant ser tractada com un plat.»
L'empresa canadenca de càtering Naked Sushi començà a oferir els seus servicis l'any 2010 a Toronto i el 2014 a Vancouver, atrets per «l'obertura de mires sobre la cultura del menjar»: el xef, Mike Keenan, assegurava en un article del Vancouver Sun que el nyotaimori prové de la tradició de la geisha i «tenia lloc a una casa de geishes com a celebració després d'una batalla victoriosa» i que, en l'actualitat, la societat japonesa està dividida al cinquanta per cent en l'opinió al respecte, amb la consideració desfavorable que «això és per a samurais i prostitutes». El 2014, el preu d'un servici per a un mínim de dotze comensals costava entre 20 i 85 dòlars canadencs en funció de si incloïa ensalada, aperitius i postres, mentre una model cobrava dos-cents dòlars per sessió.
El ressò de l'empresa de Vancouver aplegà fins als Estats Units, amb sengles notícies en Los Angeles Times i Fox News.